# Puna de Atacama
Pour les articles homonymes, voir Puna (homonymie) et Atacama.
La Puna de Atacama est un plateau d'Amérique du Sud situé dans la partie centrale de la cordillère des Andes, dans la moitié méridionale de l'Altiplano, à la frontière entre l'Argentine et le Chili, juste au sud de la frontière avec la Bolivie. S'élevant à environ 4 500 mètres d'altitude, son climat aride fait partie de l'écorégion de la puna. La région de 180 000 km2 de superficie est située à 15 % au Chili et à 85 % en Argentine mais fait l'objet d'un litige frontalier entre les deux pays remontant à la guerre du Pacifique.

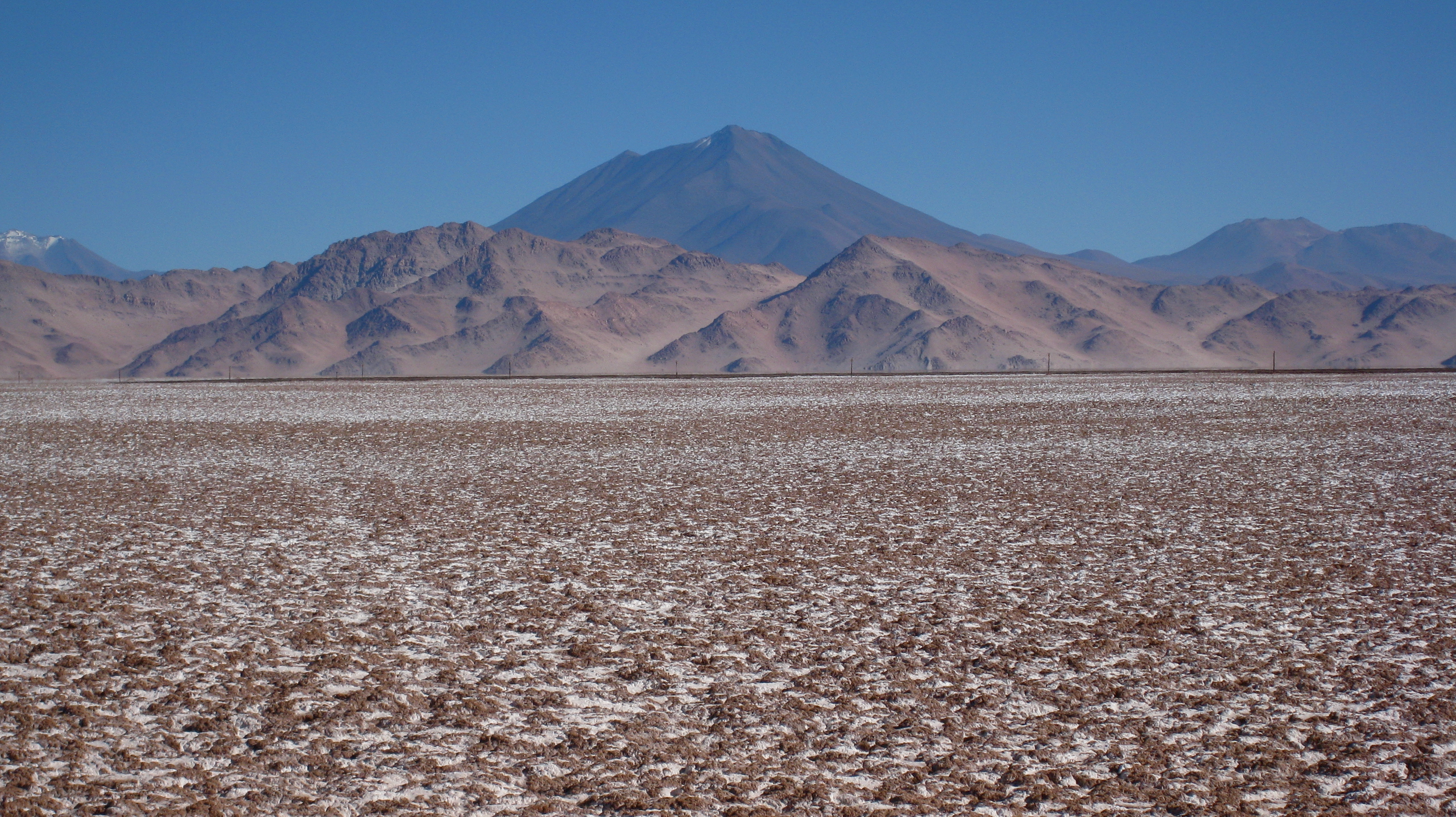
Paysage de la Puna de Atacama : le volcan Aracar.